# Si vis pacem, para bellum
Si vis pacem, para bellum (dosł. „Jeśli chcesz pokoju, przygotuj się do wojny”) – przysłowie łacińskie. Sparafrazowane zdanie z prologu do dzieła O sztuce wojennej Wegecjusza, historyka rzymskiego z IV w. n.e.